# 佩列亚斯拉夫公国
佩列亚斯拉夫公国（烏克蘭語：  Переяславське князівство) 是基辅罗斯下屬的一個公国，持續時間為从9世纪末到1323年，它位于特魯比日河河畔的佩列亚斯拉夫。 